# Саронг
Саро́нг (или сарунг, от индон. sarung) — традиционная мужская и женская одежда ряда народов Юго-Восточной Азии и Океании.
Представляет собой полосу цветной хлопчатобумажной ткани, которая обёртывается вокруг пояса (или середины груди — у женщин) и прикрывает нижнюю часть тела до щиколоток, наподобие длинной юбки.
Распространён в Бангладеш, Камбодже, Малайзии, Мьянме (лонжи), Индии, Индонезии, Полинезии.
У разных народов имеются свои способы повязывания саронга, но во всех случаях его использование служит одной цели — защите кожи от солнца и обеспечению телу вентиляции снизу в жарком тропическом климате.
Для удобства при работе или сохранения тепла в случае похолодания полы саронга могут быть завязаны узлом или подоткнуты за пояс.
Ношение саронга требует некоторых навыков и придаёт плавность движениям человека, который не хочет его потерять (так как бельё под эту одежду, по традиции, не надевают).
Европейской одеждой, аналогичной саронгу, можно считать шотландский килт и греческую фустанеллу, изготовляемые из шерстяной ткани, сравнительно короткие, носимые с поясом и лишь мужчинами.
В настоящее время саронг обретает популярность как предмет пляжного костюма.